# 土橋重治
土橋重治（つちばし しげはる），日本戰國時代武將及根來眾成員，土橋重隆之子，土橋守重之弟（一說為兒子），先前同雜賀眾和本願寺家抵抗織田信長攻擊。
天正10年1月23日（格里曆1582年2月15日），本願寺家同織田家和睦，哥哥守重被鈴木重秀暗殺，因此重治在居城死守，繼續抵抗織田氏，還是被織田信張打敗，依靠長宗我部家乘坐小舟前往土佐。
本能寺之變後回歸雜賀，收到明智光秀書信，光秀答應將室町幕府第15代將軍足利義昭返回京都。不久，山崎之戰後，本來消滅光秀的羽柴秀吉想要重治成為自己的家臣，由於仇敵鈴木重秀臣服羽柴家而作罷。三年後，雜賀再遭到秀吉攻陷，重治又再乘坐小船逃去土佐。
之後當仕北條氏政，在小田原征伐主家滅亡後改仕毛利家。
1. ↑  紀伊続風土記・土橋伝記抜書
2. ↑  宇野・小早川家文書
3. ↑  阿部猛・西村圭子「戦国人名事典」